# Jan Matouš
Jan Matouš (* 30. Mai 1961 in Vrchlabí) ist ein ehemaliger tschechoslowakischer Biathlet. Er nahm an mehreren Olympischen Winterspielen und Biathlon-Weltmeisterschaften teil.
Jan Matouš war ein erfolgreicher Biathlet der 1980er Jahre und einer der besten Biathleten der Tschechoslowakei seiner aktiven Zeit. Er trat für ŠKP Jablonec Rudá Hvězda an. Im Biathlon-Weltcup lief er in Falun bei einem Einzel auf den sechsten Platz und damit erstmals unter die besten Zehn. Bei den Olympischen Winterspielen 1984 in Sarajevo erreichte er als Neuntplatzierter im Sprint, als Zehnter im Einzel und als Sechstplatzierter mit der Staffel gute Resultate. Auch die Biathlon-Weltmeisterschaften 1985 und 1986 brachten gute Ergebnisse. 1985 kam er in Ruhpolding auf die Plätze 17 im Einzel und 26 im Sprint, 1986 am Holmenkollen in Oslo wurde er 13. im Einzel und Fünfter im Sprint. In seinem besten Jahr als Biathlet wurde er 1987 sowohl Dritter hinter Frank-Peter Roetsch und Fritz Fischer im Gesamtweltcup als auch Dritter im Einzel bei den Biathlon-Weltmeisterschaften 1987 in Lake Placid. In Borowez gewann er sogar ein Weltcup-Einzel. Im Sprint wurde er 13. 1998 startete Matouš zum zweiten Mal, nun in Calgary bei Olympischen Winterspielen und erreichte die Plätze 16 im Sprint, 14 in der Verfolgung und wurde elfter im Staffelrennen mit der Staffel der Tschechoslowakei. Einen weiteren internationalen Erfolg schaffte der Tscheche bei den Biathlon-Weltmeisterschaften 1990 in Oslo, wo er mit Tomáš Kos, Ivan Masařík und Jiří Holubec im Mannschaftswettbewerb hinter der Mannschaft der DDR die Silbermedaille gewann. Auch in Lahti konnte Matouš bei den Biathlon-Weltmeisterschaften 1991 als Fünfter im Mannschaftswettbewerb ein letztes gutes Ergebnis bei einem Großereignis erreichen. Nach der Saison beendete er seine aktive Karriere und begann für den tschechischen Verband zu arbeiten.

## Biathlon-Weltcup-Platzierungen
| Platzierung | Einzel | Sprint | Verfolgung | Massenstart | Team | Staffel | Gesamt |
| ----------- | ------ | ------ | ---------- | ----------- | ---- | ------- | ------ |
| 1. Platz    | 1      |        |            |             |      |         | 1      |
| 2. Platz    |        | 1      |            |             | 1    |         | 2      |
| 3. Platz    | 2      |        |            |             |      |         | 2      |
| Top 10      | 11     | 10     |            |             | 2    |         | 23     |
| Punkteränge | 19     | 14     |            |             | 2    |         | 35     |
| Starts      | 19     | 19     |            |             | 2    |         | 40     |

(Daten nicht komplett)